# Прва аустроугарска офанзива на Србију
Прва аустроугарска офанзива на Србију је војна акција коју је Аустроугарска водила против Краљевине Србије од 28. јула до 24. августа 1914. на широком простору Западне Србије у којој је српска војска извојевала победу против аустроугарских трупа прву савезничку победу у Првом светском рату. У склопу прве Аустроугарске офанзиве, главене операције одвијале су се у сливу реке Јадар, а потом на планини Цер и реци Дрини, где је српска војска остварила прву велику победу. Српске су се снаге бориле под командом генерала Степановића.

## Припреме, распоред снага, планови
Првој аустроугарској офанзиви на Србију претходили су Сарајевски атентат и Аустроугарска објава рата Србији 28. јула. Топовски хици на Београд су испаљени са брода „Бодрог“ у ноћи 28. јула 1914. Војне операције Аустроугарске су започеле 12. августа десантом Аустроугарске војске преко реке Дрине. Борбе српских предстражних одреда на Дрини и Сави, који су пуна четири дана, од 12. до 15. августа, храбро одолевали надирању знатно бројнијих и јачих аустроугарских трупа, уз споро одступање.
Пета армија Аустроугарске, под командом генерала Франка, налазила се на простору Бијељина, Зворник, Прибој, Брчко. Шеста армија, под командом фелдцајгмајстера (= маршал, војвода) Поћорека, била је груписана у рејону Власеница, Рогатица, Калиновик, Сарајево, док се Друга армија, под командом Бем-Ермолија, налазила у Срему и Банату. Друга аустроугарска армија требало је да, у случају рата са Русијом, буде подељена на два дела, од којих би један део био пребачен на Руски фронт, али је Русија пребрзо објавила рат Аустро-угарској, тако да, због преоптерећености возног саобраћаја, Друга аустроугарска армија целокупна остаје у Срему и Банату неколико дана на располагању заповеднику аустроугарске Балканске војске Оскару фон Поћореку. Друга аустроугарска армија је првобитно била предвиђена само за дефанзивна деловања против могућих српских пребацивања у Срем и Банат, међутим, Поћорек је уз сагласност надређених, користи и за напад. Друга аустроугарска армија је искоришћена за гранатирања србијанских градова (нпр. Београда, Обреновца, Шапца - који су најжешће обасути топовском паљбом), као и за диверзантске преласке Дунава и Саве, како би српска страна остала заварана о правцу наступања главног напада.
Аустроугарска команда главнину снага концентрисала је на Дрини, одлучујући се за северозападни стратегијски правац што је донекле изненадило српску Врховну команду, јер главне природне саобраћајнице Краљевине Србије јесу Поморавље на првом месту (пут према Крагујевцу и Нишу) као и долина Колубаре (пут према Ваљеву). Такође, Подунавље и Посавина су далеко приступачнијег рељефа (ниже, равније), спрам Подриња, које је тешко проходно и неприступачно (брдовито), а стога и лакше брањиво. Планинским подручјем је отежано кретање, тежи транспорт јединица, опреме, муниције, хране и свих осталих потрепштина. Због свега тога, српска Врховна команда сматрала је овај правац наступања нелогичним, и врло мало вероватним.
Артиљеријска припрема напада трајала је до 12. августа. Тада почињу преласци Пете аустроугарске армије на простору доње Дрине (северозапад Краљевине Србије). Једна од жеља Поћорека, била је да Ваљево буде заузето до 18. августа, као рођендански поклон цару Фрањи Јосипу. Даље, сматрао је он, би се наставила војничка шетња до Ниша.
Насупрот њима, знајући да Аустроугарска припрема велику летњу офанзиву на Србију, српска Врховна команда припремала се за тактичко-оперативна дејства и контраофанзиву. Процењујући да ће главнина аустроугарских снага ударити са севера и долином Мораве, док ће помоћне снаге надирати са запада од Дрине, Команда је своје снаге распоредила на следећи начин: Прва армија, под командом генерала Петра Бојовића, налазила се на простору Гроцке, Смедеревске Паланке, Раче и Тополе. Друга армија, под командом генерала Степе Степановића, налазила се у рејону Обреновца, Лазаревца и Аранђеловца. Трећа армија, под командом генерала Павла Јуришића, штитила је северну и северозападну границу од ушћа Колубаре до Љубовије, док се Ужичка војска, под командом генерала Милоша Божановића, налазила у рејону Ужица, како би контролисала правце који од Вишеграда и Бајине Баште воде долином Западне Мораве.
Српска војска је била претежно распоређена у унутрашњости државе, неколико десетина километара у позадини. Мањи одреди су били на самим границама. То се урадило због омогућавања лакшег премештаја јединица на потребна попришта, оног тренутка, када се јасно укажу потези аустроугарске војске, дакле, саобразно ситуацији.

## Церска битка
Оно што је претходило Церској бици јесу 4 дана жестоких борби у Подрињу (12—15. август). Српска Трећа армија под заповедништвом Павла Јуришића Штурма пружала је отпор надолазећим јединицама аустроугарске Пете армије под командом фон Франка. Бројна надмоћ је била на страни нападача, јер је српска Трећа армија, у свом саставу, имала само Дринску дивизију првог и другог позива, и била најмалољуднија од три наше армије. Борило се за сваку стопу земље, како би се купило што више времена да се јаче снаге српске војске, пребаце на главно поприште борбе. Због таквог отпора пограничних заштитних одреда, непријатељ је успео да пређе Дрину тек 14. августа.
Требало је и времена да српска Врховна команда прихвати чињеницу да је главни правац напада управо преко Дрине, и да нареди покрет већих снага (тј. целих армија). Није то било толико очигледно, јер је вршен велики притисак од стране Друге аустроугарске армије, на северну границу Краљевине.
Друга армија генерала Степановића, као суседна Трећој, прва је могла да се укључи у борбу (друга суседна - Ужичка војска, већ је била заузета на свом делу Подриња, а касније је добила наредбу да нападне према Вишеграду, како би за себе везала што већи број аустроугарских војника, и тиме растеретила одбрану на фронту Треће армије).
Генерал Степа Степановић, одлучује и наређује следеће:
- Сматрајући да главни продор непријатеља долази долином реке Јадра, да Комбинована дивизија генерала Рашића и Моравска дивизија првог позива образују (Церску) ударну групу, која би напала непријатеља у бок (у долини Јадра). Међутим, уочивши значај Цера за извођење овог маневра, не знајући да се на њему већ налазе непријатељски војници 21. дивизије 8. корпуса Пете армије, наређује Комбинованој дивизији да, по могућству још ноћи 15/16. август, овлада врхом Косанин град.
- Коњичка дивизија да избије северно од Цера, на линију Шабац-Лешница, и тако заштити бок своје Друге армије (штитивши прилаз Текеришу са севера).
- Шумадијска дивизија првог позива, да опседне и заузме Шабац.

До првог окршаја на источним падинама планине Цера дошло је баш у ноћи између 15. и 16. августа, код села Текериша, између делова 21. аустроугарске дивизије и делова Комбиноване дивизије. Војници неких аустроугарских јединица су, заморени борбама и маршом, били на починку. Била је олујна ноћ, мрачна (без месеца и звезда). Први окршаји су се збили у сусрету, једни друге нису очекивали. Са поспавалим непријатељима су се брзо решиле ствари, међутим, врло брзо су се развиле огорчене и љуте борбе између две стране. Обе стране су уводиле нове снаге у борбу, онако како су пристизале на бојиште (сукцесивно). Војници српске Комбиноване дивизије су непосредно пре битке, у склопу свог марш-маневра (премештаја) прешли 36 километара и без предаха ушли у борбу.
Тако је почела Церска битка, али не у бок непријатеља у долини Јадра, како је Српска Врховна команда очекивала, него чеоним сусретом са јаким снагама.
У овим ноћним борбама, Срби су приморали аустроугарске снаге на повлачење. Међутим, сутрадан ујутро, 9. аустроугарска дивизија 8. корпуса, угрозила је лево крило Комбиноване дивизије и приморала је да се повуче. Фронт се стабилизовао након непосредне интервенције команданта Степе који је увођењем Моравске дивизије I (првог позива) одбацио 9. аустроугарску дивизију и заузео Беглук.
Шумадијска дивизија I (послата да изврши опсаду Шапца) и Коњичка дивизија (која је повезивала Шумадијску дивизију са остатком Армије, штитила бок ударне групе и после гонила непријатеља) учиниле су важан задатак спречавања садејствовања Друге и Пете аустроугарске армије, у тренуцима када је од тога зависио спас аустроугарске 21. дивизије. Немајући наслон и помоћ са севера, ова дивизија је потпуно онеспособљена за даље дејствовање.
Повлачење преко Дрине разбијене аустроугарске снаге отпочеле су у ноћи 19. на 20. август и наставиле цео сутрашњи дан.
Гоњењем непријатеља до Дрине и завршним борбама код Шапца, 21—24. августа 1914. године, окончана је тзв. Церска операција. Поћорек је од свог подређеног, генерала Франка, заповедника Пете армије, тражио да се положаји одрже по сваку цену (положаји десно од Дрине), међутим, није постојало могућности да се то изврши. Остављено је много рањеника и обилат ратни материјал, што је пало у српске руке.
Због изузетних заслуга у руковођењу и командовању у Церској бици, командант Друге српске армије Степа Степановић унапређен је у чин војводе. Та прва победа савезника у Првом светском рату афирмисала је команданта Степу. Битно је ојачала морал наше и савезничке војске, и још више подигла углед Србије међу савезницима, непријатељима, и остатком света (још више, јер је већ био висок услед победа у оба Балканска рата).
У Церској бици српске снаге изгубиле су 16.304 војника, подофицира и официра док су аустроугарски губици износили око 23.000 војника, подофицира и официра. Бројеви представљају збир бројева погинулих, рањених, несталих и заробљених.

## Пропаст офанзиве и повлачење у Босну
После пораза у Церској бици, Аустроугарска војска је почела брзо повлачење преко Дрине назад у Босну и до 24. августа потпуно напустила Србију. Српска војска је избила на Аустроугарске обале у источној Босни и јужном Срему.